# Thomas Byles
(Alcuni passeggeri del Titanic riguardo a padre Thomas Byles)
Il reverendo Thomas Roussel Davids Byles (Leeds, 26 febbraio 1870 – Oceano Atlantico, 15 aprile 1912) è stato un presbitero inglese.
Rimase a bordo del Titanic, dopo che questi urtò con un'iceberg, e lesse alcuni passi del Vangelo, per poi amministrare la confessione ai passeggeri, impartendo loro l'assoluzione.
Papa Pio X lo definì martire per la Chiesa.

## Biografia
Nacque nel sobborgo di Headingley a Leeds, nella regione inglese di Yorkshire e Humber, il 26 febbraio 1870, dal reverendo dottore Alfred Holden Byles, ministro congregazionista e imprenditore di successo, e Louisa Davids. Fu primo di sette figli. Crebbe in una famiglia protestante.

### Studi
Frequentò il Leamington College di Warwickshire e la Rossal School di Rossall a Fleetwood (Lancashire). Tra il 1885 ed il 1889 si trasferì al Balliol College di Oxford e quell'ultimo anno iniziò a studiare teologia. Nel 1894 frequentò anche un Bachelor of Arts. Ad Oxford si convertì alla religione cattolica romana, assumendo il nome di Thomas. Nel 1899 frequentò il Pontificio Collegio Beda di Roma per raggiungere il sacerdozio.

### Sacerdozio
Venne ordinato sacerdote nel 1902 e nel 1905 fu assegnato alla parrocchia Sant'Elena, a Chipping Ongar, nella contea di Essex. Durante il suo sacerdozio, fu invitato ad officiare il matrimonio di suo fratello William che si sarebbe dovuto tenere il 20 aprile 1912 a Brooklyn (New York) e per questo, con l'occasione, spinto dal padre, fece un viaggio per New York a bordo del transatlantico più grande all'epoca quale era il Titanic.

### A bordo delTitanic
Partì il 10 aprile 1912, durante il viaggio inaugurale della nave dal porto di Southampton. In quell'occasione raggiunse l'accordo con il capitano Edward Smith affinché gli fossero riservati alcuni spazi per celebrare le funzioni religiose. La mattina del 14 aprile 1912, officiò la Santa Messa in occasione della Domenica in Albis, per i passeggeri di seconda e terza classe. Quando quella sera la nave urtò contro l'iceberg, egli stava camminando sul ponte superiore mentre pregava, tenendo in mano il suo breviario. Durante l'affondamento, aiutò centinaia di persone a trovare delle scialuppe di salvataggio, ma egli stesso avendone l'occasione, per ben due volte rifiutò il posto sulla scialuppa. Nelle fasi finali dell'affondamento, recitò il Rosario e ascoltò le confessioni di più di un centinaio di passeggeri, che erano rimasti intrappolati sulla poppa della nave, in assenza di scialuppe, dando poi loro l'assoluzione.
Il suo corpo, se recuperato, non fu mai identificato. I suoi fratelli hanno posto una lapide commemorativa, all'interno della chiesa dove prestava servizio.

## Rappresentazione nei film
È stato rappresentato tre volte in occasione dei film sul disastro. La prima in Titanic del 1953, dove venne interpretato dall'attore Richard Basehart; la seconda nel film TV S.O.S. Titanic del 1979, interpretato dall'attore Matthew Guinness, ed infine nel colossal cinematografico Titanic diretto da James Cameron, dove è stato interpretato dall'attore James Lancaster.